# Wybory parlamentarne w Mongolii w 2000 roku
Wybory parlamentarne w Mongolii w 2000 roku – trzecie wolne wybory do Wielkiego Churału Państwowego. Odbyły się 2 lipca 2000. Do urn wyborczych udało się 1 027 985 (82%) osób uprawnionych do głosowania. Wybory zakończyły się bezapelacyjnym zwycięstwem Mongolskiej Partii Ludowo-Rewolucyjnej. Do Churału nie weszła Koalicja Demokratyczna - zwycięzca poprzednich wyborów.
| Partia                              | % głosów | Mandaty | +/- |
| ----------------------------------- | -------- | ------- | --- |
| Mongolska Partia Ludowo-Rewolucyjna | ?        | 72      | +47 |
| Partia Narodowo Demokratyczna       | ?        | 1       | +1  |
| Niezależni                          | ?        | 3       | +3  |
| Suma                                |          | 76      |     |

Wybrano 68 mężczyzn i 8 kobiet.